# Tweede Kamerverkiezingen in het kiesdistrict Enschede (1888-1918)

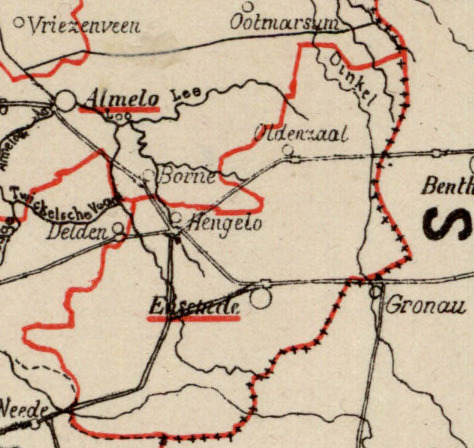
Kiesdistrict Enschede (1888)

Tweede Kamerverkiezingen in het kiesdistrict Enschede (1888-1918) geeft een overzicht van verkiezingen voor de Nederlandse Tweede Kamer in het kiesdistrict Enschede in de periode 1888-1918.
Het kiesdistrict Enschede was eerder ingesteld geweest in de periode 1848-1850. Het kiesdistrict werd opnieuw ingesteld na de grondwetsherziening van 1887. Tot het kiesdistrict behoorden de volgende gemeenten: Enschede, Haaksbergen, Hengelo, Lonneker, Losser en Oldenzaal.
Legenda
- cursief: in de eerste verkiezingsronde geëindigd op de eerste of tweede plaats, en geplaatst voor de tweede ronde;
- vet: gekozen als lid van de Tweede Kamer.

## 6 maart 1888
De verkiezingen werden gehouden na vervroegde ontbinding van de Tweede Kamer.
|                  | 6 maart |
| ---------------- | ------- |
| Kiesgerechtigden | 1.996   |
| Opkomst          | 1.881   |
| Geldige stemmen  | 1.869   |
| Blanco stemmen   | 10      |
| Kandidaten       |         |
| W.J. Geertsema   | 939     |
| J. van Alphen    | 919     |

## 9 juni 1891
De verkiezingen werden gehouden na ontbinding van de Tweede Kamer.
|                                | 9 juni | 23 juni |
| ------------------------------ | ------ | ------- |
| Kiesgerechtigden               | 2.347  | 2.347   |
| Opkomst                        | 2.181  | 2.246   |
| Geldige stemmen                | 2.160  | 2.216   |
| Blanco stemmen                 | 16     | 26      |
| Kandidaten                     |        |         |
| W.J. Geertsema                 | 965    | 1.138   |
| J.H.A.M. Essink                | 853    | 1.078   |
| J. van Alphen                  | 168    |         |
| A.D. van Assendelft de Coningh | 117    |         |
| A.H. Gerhard                   | 54     |         |

## 10 april 1894
De verkiezingen werden gehouden na vervroegde ontbinding van de Tweede Kamer.
|                  | 10 april | 24 april |
| ---------------- | -------- | -------- |
| Kiesgerechtigden | 2.212    | 2.212    |
| Opkomst          | 1.955    | 2.019    |
| Geldige stemmen  | 1.935    | 1.974    |
| Blanco stemmen   | 14       | 41       |
| Kandidaten       |          |          |
| A.F. Vos de Wael | 781      | 1.049    |
| R.E. Hattink     | 722      | 924      |
| W.H. de Beaufort | 432      |          |

## 15 juni 1897
De verkiezingen werden gehouden na ontbinding van de Tweede Kamer.
|                  | 15 juni | 25 juni |
| ---------------- | ------- | ------- |
| Kiesgerechtigden | 8.778   | 8.778   |
| Opkomst          | 8.184   | 8.492   |
| Geldige stemmen  | 8.153   | 8.468   |
| Blanco stemmen   | 31      | 24      |
| Kandidaten       |         |         |
| N.G. Pierson     | 2.454   | 4.539   |
| A.F. Vos de Wael | 3.475   | 3.929   |
| H.H. van Kol     | 1.337   |         |
| J.D. Six         | 473     |         |
| J. van Alphen    | 414     |         |

## 17 augustus 1897
Nicolaas Pierson, gekozen bij de verkiezingen van 15 en 25 juni 1897, nam zijn benoeming niet aan vanwege zijn toetreding op 27 juli 1897 tot het na de verkiezingen geformeerde kabinet-Pierson. Om in de ontstane vacature te voorzien werd een naverkiezing gehouden.
|                  | 17 augustus | 24 augustus |
| ---------------- | ----------- | ----------- |
| Kiesgerechtigden | 8.778       | 8.778       |
| Opkomst          | 8.016       | 8.307       |
| Geldige stemmen  | 7.935       | 8.210       |
| Blanco stemmen   | 81          | 97          |
| Kandidaten       |             |             |
| H.H. van Kol     | 2.589       | 4.333       |
| J.H. ter Veer    | 3.238       | 3.877       |
| G. Jannink       | 1.653       |             |
| P.van Vliet      | 256         |             |
| J.D. Six         | 199         |             |

## 14 juni 1901
De verkiezingen werden gehouden na ontbinding van de Tweede Kamer.
|                  | 14 juni | 27 juni |
| ---------------- | ------- | ------- |
| Kiesgerechtigden | 10.639  | 10.639  |
| Opkomst          | 9.926   | 9.887   |
| Geldige stemmen  | 9.848   | 9.758   |
| Blanco stemmen   | 78      | 129     |
| Kandidaten       |         |         |
| H.H. van Kol     | 3.321   | 5.165   |
| P.J.M. Aalberse  | 4.256   | 4.593   |
| E.B. Kielstra    | 2.271   |         |

## 16 juni 1905
De verkiezingen werden gehouden na ontbinding van de Tweede Kamer.
|                  | 16 juni | 28 juni |
| ---------------- | ------- | ------- |
| Kiesgerechtigden | 14.396  | 14.936  |
| Opkomst          | 13.625  | 13.855  |
| Geldige stemmen  | 13.483  | 13.750  |
| Blanco stemmen   | 142     | 105     |
| Kandidaten       |         |         |
| H.H. van Kol     | 4.118   | 7.310   |
| A.H.J. Engels    | 6.192   | 6.440   |
| D. Brocx         | 3.020   |         |
| A. Kreuzen       | 153     |         |

## 11 juni 1909
De verkiezingen werden gehouden na ontbinding van de Tweede Kamer.
|                  | 11 juni |
| ---------------- | ------- |
| Kiesgerechtigden | 15.251  |
| Opkomst          | 14.248  |
| Geldige stemmen  | 14.078  |
| Blanco stemmen   | 170     |
| Kandidaten       |         |
| G. Elhorst       | 7.163   |
| H.H. van Kol     | 4.882   |
| C.K. Elout       | 2.033   |

## 17 juni 1913
De verkiezingen werden gehouden na ontbinding van de Tweede Kamer.
|                  | 17 juni | 25 juni |
| ---------------- | ------- | ------- |
| Kiesgerechtigden | 17.895  | 17.895  |
| Opkomst          | 17.054  | 17.185  |
| Geldige stemmen  | 16.806  | 17.087  |
| Blanco stemmen   | 248     | 98      |
| Kandidaten       |         |         |
| J.W. Albarda     | 5.325   | 8.836   |
| G. Elhorst       | 7.936   | 8.251   |
| C.A. Zelvelder   | 3.349   |         |
| H. Gorter        | 196     |         |

## 15 juni 1917
De verkiezingen werden gehouden na ontbinding van de Tweede Kamer.
|                  | 15 juni |
| ---------------- | ------- |
| Kiesgerechtigden | 19.303  |
| Opkomst          | 6.724   |
| Geldige stemmen  | 6.445   |
| Blanco stemmen   | 279     |
| Kandidaten       |         |
| J.W. Albarda     | 5.614   |
| D.J. Wijnkoop    | 831     |

## Opheffing
De verkiezing van 1917 was de laatste verkiezing voor het kiesdistrict Enschede. In 1918 werd voor verkiezingen voor de Tweede Kamer overgegaan op een systeem van evenredige vertegenwoordiging met kandidatenlijsten van politieke partijen.